# Droga I/62 (Słowacja)
Droga krajowa 62 (słow. Cesta I/62) – droga krajowa I kategorii w południowo-zachodniej Słowacji. Arteria prowadzi od miasta Senec (gdzie krzyżuje się z krajową 61) do leżących nad Wagiem miast Sereď i Šoporňa. Droga jest fragmentem dwóch tras europejskich: E58 i E571.